# École nationale supérieure de l'électronique et de ses applications
L’École Nationale Supérieure de l'Électronique et de ses Applications (ENSEA) est l'une des 204 écoles d'ingénieurs françaises accréditées au 1er septembre 2020 à délivrer un diplôme d'ingénieur.
Généraliste et publique, basée à Cergy dans le Val-d'Oise, elle est placée sous la tutelle du ministère de l’Enseignement Supérieur et de la Recherche. Elle fait partie de l'académie de Versailles.
Elle forme depuis 1952 des ingénieurs en électronique, informatique et télécommunications.
Reconnue pour son ouverture sociale, l’ENSEA recrute ses étudiants-ingénieurs par le biais du cycle préparatoire (concours commun Centrale-Supélec et concours Arts et Métiers) ainsi que par les concours ATS, la Banque d’Épreuves DUT-BUT/BTS, le Pass'Ingénieur ou sur dossier.
L’ENSEA est membre de CY-Alliance, une association d’établissements qui regroupe plusieurs écoles sur le campus de Cergy, comme l'ESSEC, l’ECAM-EPMI, l’ENSA-V, l'UCP, l'ENSAPC ou encore SUPMECA.

## Histoire

### Les Origines (1947-1975)
L'ENSEA, pour École Nationale Supérieure de l'Électronique et de ses Applications, est une institution d'enseignement supérieur française spécialisée dans le domaine de l'électronique. Fondée comme centre professionnel à Clichy en 1941 par René-Édy Denouette, elle devient l'ENREA (École Nationale de Radiotechnique et d'Électricité Appliquée) en 1947. Elle est créée dans le but de former des professionnels dans les domaines de l'électronique appliquée, des constructions électriques et de la métallurgie.
En 1952, l'ENREA est autorisée par décret à ouvrir une section d'étudiants ingénieurs. L’année suivante, la toute première promotion de l’ENREA compte sept étudiants diplômés.
Depuis sa création, l’ENREA a à cœur de jouer le rôle d’ascenseur social. L’engagement en faveur de la diversité et de l'inclusion devient une ligne de conduite. En 1956, Janine Guennou devient la première femme ingénieure de l’établissement.
En parallèle, l'ENREA a progressivement développé des partenariats avec des entreprises du secteur et permet ainsi à ses étudiants de bénéficier de cette proximité.
En 1966, les étudiants-ingénieurs lancent sur le campus une campagne de protestations et entament une grève de la faim, soutenue par le BDE et l’association des ingénieurs. Leur objectif est d’obtenir le statut d’École Nationale Supérieure, comme les autres établissements du concours commun. Le Ministère leur refuse car plusieurs sections cohabitent au sein de l’ENREA (ouvriers, ouvriers spécialisés, techniciens supérieurs et ingénieurs). Au cours des années suivantes, la section ingénieur prendra progressivement son indépendance et sept ans plus tard l'ENREA devient l’ENSEA : l'École Nationale Supérieure de l'Électronique et de ses Applications.

### L'Essor de l'école (1975-1990)
Entre 1975 et 1990, l'ENSEA connaît une période de croissance et de transformations majeures, sur le plan de ses infrastructures comme de ses enseignements. En 1975, Jean-Paul Watteau devient directeur de l'école, il le restera jusqu’en 1992. En 1977, l'école quitte ses locaux à Clichy pour s'installer à Cergy, qui accueille déjà plusieurs entreprises de renommée internationale et établissements de l’enseignement supérieur comme l’ESSEC (École Supérieure des Sciences Économiques et Commerciales).
En 1979, le nouveau campus est inauguré ; et le cap des 1 000 ingénieurs diplômés est franchi. Cette même année, l'ENSEA devient l'un des premiers établissements supérieurs à ouvrir une filière de formation continue : la filière Fontanet.
Au cours des années 1980, l'établissement se développe sur le plan de la recherche avec la création du laboratoire ETI (aujourd'hui ETIS) et des relations-entreprises, (Forum Étudiants-Entreprises, l'association étudiante Junior Entreprise, service dédié ...).
L'un des anciens étudiants de l’établissement, Jean-Claude Claudel, obtient le titre "EurIng" (Ingénieur Européen) en 1988. Il marque le commencement d’une nouvelle phase de l’histoire de l’école, centrée autour des échanges internationaux.

### L'Ouverture sur le monde (1990-2000)
Dans les années 1990, l'ENSEA dépasse les 2 000 ingénieurs diplômés et ouvre de nouvelles filières diplômantes. L'établissement crée le DEA, une formation doctorale et lance également une formation en apprentissage, inédite à ce jour[Quand ?] dans l'enseignement supérieur.
Le laboratoire ETI devient ETIS, une équipe de recherche commune avec l'Université de Cergy-Pontoise (associée en 1997 au CNRS).
Le développement interne de l’école s’accompagne d’une volonté d’ouverture sur le monde. En 1994, l'école signe son dixième accord international et en 1997, un accord de double-diplôme est signé avec l'Illinois Institute of Technology de Chicago, offrant de nouvelles opportunités professionnelles aux étudiants.
Au début des années 2000, l'ENSEA célèbre le succès entrepreneurial de deux anciens étudiants, Christophe Duhamel et Olivier Aboilard, créateurs du site Marmiton.org.

### Beyond Engineering (2000-2022)
En 2004, l'ENSEA atteint les 4 000 ingénieurs diplômés, et l'équipe de recherche ETIS devient une Unité Mixte de Recherche du CNRS.
En 2005, l'ENSEA est choisie comme cadre pour le lancement de l'opération gouvernementale « Passeport Ingénieur Télécoms » visant à promouvoir l'inclusion sociale dans les Grandes Écoles. Le ministre de l’Éducation Nationale de l’époque, François Fillon ainsi que la ministre de l’Intégration, Nelly Olin se rendent à cette occasion sur le campus de l’ENSEA.
En 2014, Laurence Hafemeister prend la tête de l’établissement. Elle est la première directrice depuis la création de L’ENSEA. Avec elle, l’école s’engage dans un plan stratégique AUDACE 2024 qui met l'accent sur l'excellence académique, l'expertise technique et la responsabilité sociale. Pour cela, le plan d’action « Beyond Engineering » est lancé.
En 2022, l'ENSEA a passé le cap des 8000 ingénieurs diplômés et célèbre ses 70 ans d’existence. Elle fait du développement durable une priorité et tient notamment à informer et responsabiliser. Dorénavant, les étudiants de première année participent à des ateliers de sensibilisation tels que la Fresque du Numérique et la Fresque du climat ; des conférences et des débats sont organisés tout au long de l’année sur le thème du développement durable.

### Liste des directeurs de l'ENSEA
| Nom                  | Années      |
| -------------------- | ----------- |
| René-Edy Denouette   | 1941 à 1953 |
| M. Bouchet           | 1953 à 1958 |
| R. Babillot          | 1958 à 1961 |
| Francis Larbec       | 1961 à 1969 |
| Simon Fortayon       | 1969 à 1975 |
| Jean-Paul Watteau    | 1975 à 1992 |
| Roger Ceschi         | 1992 à 1998 |
| Pierre Pouvil        | 1998 à 2014 |
| Laurence Hafemeister | 2014 à 2024 |
| Vincent Merval       | Depuis 2024 |

## Campus
L’ENSEA est composée de 3 bâtiments sur 18 000 m² dont 4 000 m² d’espaces de travail pour les étudiants et 1 000 m² réservés aux 35 associations étudiantes.
Les étudiants peuvent profiter de 35 salles de cours équipées et connectées, de salles BYOD ainsi que de 27 laboratoires d’enseignement. Un amphithéâtre ainsi qu’un Epsilon Lab regroupant un centre de documentation, une agora de 50 places et des espaces de travail et de détente font également partie des infrastructures,.
L’école est située sur le campus de Cergy, qui est le deuxième plus grand pôle universitaire d'Île-de-France, accueillant 27 000 étudiants et des établissements d'enseignement supérieur renommés (ESSEC, EISTI, EPMI...). Le campus, fréquemment desservi par les transports en commun, est situé à 45 minutes de Paris. Il bénéficie de nombreuses infrastructures et d'une variété d'activités à proximité, comme une base de loisirs, une patinoire, des golfs, des piscines, des bibliothèques, des cinémas et des théâtres.

## Classement

### L’Usine Nouvelle
- En 2025, l’ENSEA est classée 72e sur 127 écoles[39].

- En 2019, l'ENSEA était classée 5e meilleure école d'ingénieur pour l’entrepreneuriat selon le classement de l'Usine Nouvelle[40].

### Le Figaro Étudiant
- En 2025, l’ENSEA est classée 59e sur 87 écoles[41].

- En 2023, l’ENSEA était classée 28e meilleure école d’ingénieurs selon le classement du Figaro Étudiant[42].

### L’Étudiant
- En 2025, l’ENSEA est classée 87e sur 171 écoles[43].

- En 2023, l’ENSEA obtient la note de 7/10 pour son ouverture sociale selon le classement de l’Étudiant[44].

## Formation

### Diplômes de l’ENSEA
L'ENSEA délivre les diplômes suivants :  
- Diplôme d’Ingénieur d’État sous statut étudiant

- Diplôme d’Ingénieur d’État sous statut apprenti

- Bachelor Human-IT en Technologies de l’Information et Société (grade de Licence)

- Mastère Spécialisé ® « Sûreté de fonctionnement et Ingénierie des Systèmes électroniques »

- Master Recherche en 4 parcours et en partenariat avec CY Cergy Paris Université

### Cycle Ingénieur sous statut étudiant
L'ENSEA forme des ingénieurs généralistes dans l'électronique, les technologies de l'information, la gestion de l'énergie et les systèmes embarqués. La formation en 3 ans allie excellence scientifique et technique, ouverture aux sciences humaines et sociales, projets industriels, langues vivantes, expérience internationale et immersion en entreprise.
Les étudiants sont actifs dans leur formation, en choisissant leurs cours, options, spécialités, projets, stages, échanges internationaux et doubles-diplômes.
La première année prend la forme d’un tronc commun regroupant un enseignement généraliste en mathématiques, informatique, électronique, automatique et langues vivantes. Dès le second semestre est introduit le management durable. Ils terminent leur année sur un stage ouvrier afin de découvrir le monde de l’entreprise.
La deuxième année, les étudiants choisissent deux majeures parmi les 6 proposées et une option découverte parmi 12. La deuxième année se conclut sur un stage d’assistant ingénieur qu’une majorité des étudiants réalise à l’étranger.
Pour sa troisième année, l’étudiant choisit parmi les 8 spécialités suivantes :  
- Automatique et Électronique Industrielle (AEI)

- Électronique pour le Vivant et pour le Écosystèmes (EVE)

- Électronique des Systèmes de Communication (ESC)

- Électronique et Systèmes Embarqués (ESE)

- Mécatronique et Systèmes Complexes (MSC)

- Réseaux, Télécommunications et Sécurité (RTS)

- Signal et Intelligence Artificielle (SIA)

- Informatique et Systèmes (IS)

Les étudiants finalisent leur troisième année par un projet de fin d’études d’une durée de 6 mois.

### Cycle Ingénieur sous statut apprenti
La formation sous statut apprenti se déroule à 50% à l’ENSEA et à 50% dans une entreprise. Le diplôme est délivré à l'issue d'un cursus de trois années d'études. L'enseignement comprend : le tronc commun, les enseignements de spécialités et l’apprentissage en entreprise.
L’apprenti-ingénieur a le statut d’un salarié et est ainsi rémunéré durant ses 3 années de formation.
En troisième année, les étudiants choisissent entre la spécialité Systèmes Numériques Intégrés (SNI) ou la spécialité Réseaux et Télécommunications (RT).

### Master 2 Recherche
En troisième année, les étudiants-ingénieurs de l'ENSEA peuvent réaliser un M2 Recherche avec l'Université de Cergy-Pontoise, avec 4 parcours au choix :
- Machine Learning & Data Science (MLDS)
- Signal, Information et Télécommunications (SIT)
- Intelligence Artificielle et Robotique (IAR)
- Électronique des Systèmes Intelligents (ESI)

### Mastère spécialisé «Sûreté de fonctionnement et Ingénierie des systèmes électroniques ®»
Les étudiants titulaires d'un BAC+4 ou d'un BAC+5 avec au moins 3 ans d'expérience professionnelle peuvent réaliser ce Mastère.
Cette formation comprend un enseignement de 5 modules avec des cours dispensés en anglais et en français puis un stage en entreprise d'une durée de 5 ou 6 mois avec une entreprise partenaire (Groupe Ortec, Thalès, Veoneer, Valeo, Safran et ArianeGroup).

### Bachelor Human-IT
Depuis septembre 2023, l’ENSEA propose un Bachelor Technologies de l’Information et Société (Human-IT) en 3 ans, ouvert aux bacheliers avec 25 places disponibles.

## Admissions

### Cycle Ingénieur sous statut étudiant
Sous statut étudiant, les voies d'accès à l'ENSEA sont :
- en MP, PC et PSI : via le concours commun Centrale-Supélec[56]
- en PT et TSI : via le concours Arts et Métiers[57]
- en ATS : via le concours ATS[58]
- en DUT-BUT et BTS : via le Banque d'épreuves[59],[60]
- en L2 Sciences et Technologie : via le concours Pass'Ingénieur[61]
- en L3 ou M1 (comportant au moins un module électronique) : sur dossier[62]

### Cycle Ingénieur sous statut apprenti
Sous statut apprenti, l'admission pour tous les étudiants se fait sur dossier puis sur entretien.
Il s'adresse essentiellement aux titulaires d'un DUT ou d'un BTS (DUT GEII, DUT R&T, BTS Électrotechnique ou BTS CIRA) ainsi qu’aux étudiants issus du cycle préparatoire ou d'autres filières universitaires (L2 Sciences et Technologie, L3 ou M1 comportant au moins un module électronique).

### Recrutement
| Admission 2022                             | Admission 2022                             | Classes préparatoires scientifiques | Classes préparatoires scientifiques | Classes préparatoires scientifiques | Classes préparatoires scientifiques | Classes préparatoires scientifiques | Classes préparatoires scientifiques | Filières Universitaires | Filières Universitaires | Filières Universitaires | Filières Universitaires |
| ------------------------------------------ | ------------------------------------------ | ----------------------------------- | ----------------------------------- | ----------------------------------- | ----------------------------------- | ----------------------------------- | ----------------------------------- | ----------------------- | ----------------------- | ----------------------- | ----------------------- |
| Voie d'admission (concours ou sur dossier) | Voie d'admission (concours ou sur dossier) | Centrale-Supélec                    | Centrale-Supélec                    | Centrale-Supélec                    | Arts et Métiers Paris Tech          | Arts et Métiers Paris Tech          | Concours ATS                        | Banque d'épreuve        | Banque d'épreuve        | Pass'Ingénieur          | Sur Dossier             |
| Nombre de candidats                        | Nombre de candidats                        | 4994                                | 4994                                | 4994                                | 3109                                | 3109                                | 324                                 | 140                     | 140                     | 184                     | 1                       |
| Nombre d'intégrés                          | Nombre d'intégrés                          | 123                                 | 123                                 | 123                                 | 12                                  | 12                                  | 26                                  | 13                      | 13                      | 4                       | 1                       |
| Filières                                   | Filières                                   | MP                                  | PC                                  | PSI                                 | PT                                  | TSI                                 | ATS                                 | DUT-BUT                 | BTS                     | Titulaires L2/L3/M1     | Titulaires L2/L3/M1     |
| Candidats admis en 2022                    |                                            |                                     |                                     |                                     |                                     |                                     |                                     |                         |                         |                         |                         |
| sous statut étudiant                       | 43                                         | 12                                  | 68                                  | 9                                   | 3                                   | 26                                  | 13                                  | 0                       | 4                       | 1 (L3)                  |                         |
| sous statut apprenti                       | Sur Dossier                                | Sur Dossier                         | Sur Dossier                         | Sur Dossier                         | Sur Dossier                         | Sur Dossier                         | Sur Dossier                         | Sur Dossier             | Sur Dossier             | Sur Dossier             |                         |
| sous statut apprenti                       | 1                                          | 0                                   | 0                                   | 0                                   | 0                                   | 3                                   | 38                                  | 10                      | 1 (L2)                  | 1 (L2)                  |                         |

### Master 2 Recherche
L'admission des étudiants se fait sur dossier puis entretien par les membres de l’équipe pédagogique. Les voies d'accès à cette formation sont :
- en M1 (« Informatique et Ingénierie des Systèmes Complexes », « Mathématiques, physique et applications » (MFPA) et de « Génie électrique et informatique industrielle » (GEII) de l’Université de Cergy-Pontoise
- en M1 des universités françaises ou étrangères dans les domaines de l'électronique, mathématique, physique, informatique, etc.
- en 2ème année de l'ENSEA

### Mastère spécialisé «Sûreté de fonctionnement et Ingénierie des systèmes électroniques ®»
L'admission se fait sur dossier et entretien avec les responsables du Mastère. Les étudiants titulaires d'un BAC+4 ou d'un BAC+5 avec au moins 3 ans d'expérience professionnelle peuvent réaliser ce Mastère.
Les frais de scolarité sont de :
- 11 000 € pour les stagiaires de l'entreprise.
- 9 000 € pour les étudiants en poursuite d'études.

### Bachelor Human-IT
À partir de septembre 2023, l'admission pour le Bachelor Human-IT se fera par ParcourSup.
Les frais de scolarité sont de :
- 3000€/an (Si 3ème année en alternance, financement par l'entreprise d'accueil)
- 4500€/an pour des étudiants hors UE

Il existe des possibilités d'obtenir des bourses.

## Alumni
Anciens étudiants
En 2023, les anciens étudiants de l'ENSEA sont au nombre de 8 348 (recensés par l'Association des diplômés, tous diplômes d'ingénieur confondus). À ce jour[Quand ?], plus de 460 d'entre eux travaillent dans un autre pays que la France. 250 nouveaux diplômés sortent de l'école chaque année. Ils travaillent dans des secteurs variés dont notamment les sociétés de service informatique, les télécommunications, l’aéronautique, l’énergie, l’automobile, la finance, la recherche ou la santé.
ENSEA Alumni, l’association des anciens étudiants, organise toute l’année des événements pour développer le réseau des diplômés, nouer des contacts et échanger. Elle permet aux étudiants de l’ENSEA de rencontrer des alumni et développer leur réseau professionnel.
Sont notamment passés par les salles de classe de l'ENSEA :
| Promotion | Nom                    | Activités principales |
| --------- | ---------------------- | --- |
| 1958      | Georges Estibal        | Directeur général SNIAS, fondateur de la Cité de l'Espace, adjoint au maire de Toulouse                                         |
| 1968      | Jacques Manscourt      | PDG de NEC Europe |
| 1968      | Bernard Plano          | Vice-président exécutif de SPACEBEL, PDG d'EADS, maire de Lannemezan, conseiller-régional de Midi-Pyrénées, président de NEREUS |
| 1975      | Jean-Louis Martin      | Biologiste, directeur de l'Institut d'Optique Graduate School                                                                   |
| 1975      | Philippe d'Argent      | Directeur général de la Toshiba France                                                                                          |
| 1975      | André Benhamou         | PDG de Liebherr Aerospace, président de MP Croissance, président de ABBI, conseiller du commerce extérieur de la France         |
| 1982      | Patrick Bonneau        | Président de CNIEG, directeur RH de GRDF                                                                                        |
| 1984      | Corinne Begey          | Directrice ingénierie chez GE Renewable Energy, marraine de la promotion 2016                                                   |
| 1985      | Yannick Bonnaire       | Directeur qualité chez Safran Landing Systems                                                                                   |
| 1985      | Martin Fornage         | Cofondateur de Enphase Energy                                                                                                   |
| 1985      | Alex Lopez             | Fondateur d'Aeglé |
| 1987      | Philippe Eudeline      | Directeur Technologies et Innovation chez Thalès Air Systems, président de Normandie Aerospace, Vice-président de l'ESIGELEC    |
| 1987      | Christophe Gourlay     | Responsable des achats chez Alstom                                                                                              |
| 1988      | Franck Terner          | Dirigeant d'Air France, parrain de la promotion 2016                                                                            |
| 1989      | Thierry Boisnon        | Dirigeant de Nokia France, ancien dirigeant d'Alcatel Lucent                                                                    |
| 1992      | Ariane Govignon        | Responsable du marché médical de BNP Paribas                                                                                    |
| 1992      | Armel Quinty           | Responsable Département Conception Urbanisation au Centre hospitalier régional d'Orléans                                        |
| 1994      | Christophe Duhamel     | Cofondateur de Marmiton.org |
| 1994      | Pierre-Emmanuel Calmel | Fondateur et CTO de Devialet |
| 1995      | Ghada Trotabas         | Vice-présidente exécutive de Siemens Healthineers                                                                               |
| 1995      | Olivier Aboilard       | Cofondateur de Marmiton.org |
| 1995      | Laurent Pelissier      | Fondateur et chef de la direction de Clarius                                                                                    |
| 1998      | Arnaud Fleurent-Didier | Musicien, chanteur et acteur |
| 1999      | Bertrand Combaluzier   | Vice-président de Capgemini |
| 1999      | Anne Agin              | chef de projet radio chez Bouygues Télécom                                                                                      |
| 1999      | Aurélie Quidelleur     | Professeure agrégé à l'Université Gustave-Eiffel                                                                                |
| 2007      | Marie-Anne Beneteau    | Responsable Transformation Digitale chez GE Healthcare                                                                          |
| 2007      | Julie Decourcelles     | Responsable de développement chez SNCF                                                                                          |
| 2008      | Xavier Deshayes        | Fondateur de myfit |
| 2009      | Mickaël Gandecki       | Cofondateur de myfood |
| 2010      | Charlotte Fessard      | Customer Success Account Manager chez Microsoft                                                                                 |
| 2011      | Johan Nazaraly         | Cofondateur de myfood |
| 2012      | David Chriqui          | Cofondateur de Codewire.io |
| 2014      | Marine Dunoguier       | Directrice systèmes embarqués chez Alcatraz AI                                                                                  |
| 2016      | Pauline Guyot          | CEO chez NOVIGA |
| 2020      | Robin Sicsic           | Fondateur d'Handineo |
| 2020      | Théo Godart            | Fondateur de NovelClass |

## Vie étudiante

### Service Vie de Campus
Un service Vie de Campus est dédié à l'accompagnement de la vie étudiante dans sa globalité. Il propose des aides financières aux étudiants (bourses, prêts étudiants …), facilite l’obtention de logements (CROUS, résidences universitaires, …), ou apporte des solutions aux problèmes logistiques et administratifs (prêt de matériel informatique, accueil des étudiants internationaux, obtention de visas ou titres de séjour ...). Il permet également l’organisation et la distribution d’aides exceptionnelles et accompagne les étudiants dans les problèmes personnels qu’ils peuvent rencontrer.

### La vie associative
L'école soutient également une trentaine d'associations, qui organisent les activités de la vie étudiante.
Cinq principaux bureaux gèrent ces activités :  
- Le BDE (Bureau des élèves) a pour mission d’animer la vie de l’école tout au long de l’année. Il organise les événements généraux comme les afterworks ou les soirées étudiantes. Il joue également un rôle d’intermédiaire entre l’administration de l’école, les associations et les étudiants. Il gère aussi le foyer (salle de détente), la K-fet (petit restaurant de l’école) et l’association Epicuria, spécialisée dans la cuisine.

- Le BDS (Bureau des Sports) propose à ses membres plus de douze sports, adaptés à tous les niveaux (football, basketball, tennis, rugby, handball, ultimate …). Il gère la salle de musculation au sein de l’école et organise également des événements sportifs au cours de l’année. De plus, le BDS offre la possibilité de faire de la voile (ENSEA course croisière) et de l’aviron (ENSEAviron).

- Le BDA (Bureau des Arts) regroupe de nombreuses associations qui proposent des activités artistiques comme le dessin (Pix’Art), la musique (E-Sound), le théâtre (Spec’) ou la danse (Dans’ea), ou encore des activités ludiques comme des jeux de sociétés ou jeux vidéo (Arena).

- Le BDTech (Bureau des Techniques) est dédié à la réalisation des projets des étudiants. Les nombreuses associations qu’il regroupe sont spécialisées dans l’informatique (Athena et Quantum), la robotique (Ares), la photo et la vidéo (Wave) et même la création de goodies (MadeIn ENSEA).

- Le BDLS (Bureau de la Solidarité) est centré autour de l’humain et de l’environnement, certaines associations qui le constituent ont une vocation humanitaire (HUM’ENsea, 4L TROPHY) ou écologique (greenSEA, Les Paniers Bio), d’autres veulent aider les étudiants internationaux à s’intégrer (FIP) ou découvrir la culture asiatique (ENSEAsie).

L’ENSEA compte aussi TYO, l’association de cinéma, CONFER’ensea, celle d’éloquence et d’art oratoire ou encore Junior Ensea, la junior entreprise de l’école, qui permet aux adhérents de découvrir un aperçu de la vie en entreprise, en réalisant des missions techniques auprès des professionnels.

## Partenariats

### Partenariats français
L’ENSEA a des partenariats avec différentes universités françaises permettant de réaliser des échanges académiques. Elle a signé des accords de doubles-diplômes avec :  
- Audencia, dans les domaines du management et de l’entrepreneuriat.

- L’Université de Paris Dauphine, pour la réalisation d’un Master Management de la Technologie et de l’Innovation et un Master Ingénieur-Entrepreneuriat et Projet Innovant.

- La Grenoble Ecole de management pour un double-diplôme Ingénieur-Management.

- L’IAE de Nice pour un double-diplôme Ingénieur-Management et Administration des entreprises.

- L’INSTN pour un diplôme Ingénieur en génie atomique.

- L'Université CY Cergy Paris pour un diplôme Ingénieur-Recherche dans les laboratoires ETIS et QUARTZ de l’ENSEA avec comme possibilité de tendre vers un doctorat.

### Partenariats internationaux
Suivant les directives de la Commission des titres d’ingénieur, les étudiants de l’ENSEA sous statut étudiant doivent passer, durant leur cursus, une période de 4 mois minimum à l’étranger, qui peut être réalisée via un stage en entreprise ou en laboratoire de recherche, un semestre académique à l’étranger ou bien un double-diplôme.
En 2023, l’école compte plus de 140 accords internationaux dont 30 accords de doubles-diplômes avec des établissements étrangers. Les étudiants ont le choix entre plus de 300 parcours académiques différents à l’international.

#### Échanges académiques
L’ENSEA intègre plusieurs programmes et réseaux d’échanges internationaux, tels que GE3, ArFITEC, BraFITEC, BCI et le programme Erasmus, permettant aux étudiants de participer à des échanges académiques d’un ou deux semestres et de bénéficier d’un soutien financier pour accompagner leur projet.
Les établissements partenaires offrent également aux étudiants étrangers des opportunités de stage dans leurs laboratoires de recherche.

#### Doubles-diplômes
Les étudiants de l’ENSEA peuvent bénéficier des nombreux accords internationaux de double-diplôme tout autour du monde pour décrocher le diplôme d’un autre établissement, en plus du diplôme décerné par l’ENSEA. Ces parcours impliquent un prolongement d’étude de 6 à 18 mois et une à deux années d’étude au sein de l’établissement partenaire.
Les étudiants originaires de ces établissements partenaires peuvent rejoindre à l’ENSEA dès la deuxième année, suivre les deux dernières années du cursus et obtenir le diplôme de l’école.

#### Programme FAME
Depuis 2008, l’école a mis en place le programme FAME (French AMerican Exchange program). Il concerne des étudiants nord-américains en troisième année d’étude d’un programme accrédité par ABET (en), avec une spécialité en génie électrique, génie informatique ou informatique. Les étudiants qui y participent peuvent rejoindre l’ENSEA pendant un semestre, dont les enseignements remplaceront des matières de leur cursus initial par transfert de crédits. Ces cours sont dispensés en anglais par des professeurs de l'ENSEA, pendant le semestre de printemps de leur troisième année.
En 2023, dix universités américaines sont bénéficiaires du programme : Illinois Institute of Technology à Chicago, University at Buffalo (UB), University of Pittsburgh (UPitt), Colorado School of Mines (CSM), University of Colorado at Boulder (UCB), University of Illinois at Urbana-Champaign (UIUC), Georgia Tech (GaTech), University of Michigan à Ann Arbor (U-M), Michigan Technological University, Mississippi State University (MSU).

#### Bienvenue en France
Les étudiants étrangers bénéficient de nombreux dispositifs pour faciliter leur intégration (démarches d'inscription dématérialisées, cours en anglais, accompagnement personnalisé, aide à l'insertion professionnelle …). Elle obtient en 2019 le label « Bienvenue en France », un an après la création de ce dernier, qui témoigne de la qualité du dispositif d’accueil mis en place par l’ENSEA.